# Diadumeno Farnese
Il Diadumeno Farnese è una scultura romana risalente al I secolo. Si tratta di una copia marmorea, in scala leggermente ridotta, del Diadumeno, opera dello scultore greco Policleto. In passato parte della collezione Farnese, è attualmente conservata al British Museum di Londra.

## Descrizione
La statua raffigura un giovane atleta che cinge la sua fronte con la benda della vittoria, da cui il nome διαδούμενος/diadoúmenos, "colui che si cinge della benda", derivato da διαδέω/diadéô, "legare", "cingere".
Le proporzioni della statua si avvicinano notevolmente ai principi enunciati da Policleto nel suo Canone: l'altezza della figura nella sua interezza equivale a sette volte quella della testa, a sua volta pari alla lunghezza del piede in tensione e alla distanza tra i capezzoli. Il torso si inserisce in un quadrato.
Soggetto emblema della prima classicità greca, il Diadumeno fonde perfettamente equilibrio e dinamismo, grazie ad una delicata armonia nella torsione delle spalle, dei fianchi, della testa e delle gambe. Per reggere il peso del marmo, i copisti aggiunsero un sostegno nella forma di tronco d'albero, assente nell'originale bronzeo.